# スティーヴン・ジョンソン (宣教師)
スティーヴン・ジョンソン（Stephen Johnson、中国語: 詹思文、1803年4月15日 – 1886年）は、アメリカ合衆国の長老派教会の宣教師である。1847年から1853年まで清で布教活動を行った。

## 経歴
1803年にコネチカット州グリズウォルドで誕生。彼は1827年にアマースト大学を卒業し、1829年から1832年までオーバーン神学校に在籍した。1847年、彼は福州で最初のキリスト教布教活動を確立した。彼は1853年まで清で活動し、その後アメリカに帰国した。彼は1886年にニューヨーク州ガバヌーアで死去。